# Califia mexicana
Califia mexicana är en ringmaskart som beskrevs av Fauchald 1972. Califia mexicana ingår i släktet Califia och familjen Orbiniidae. Inga underarter finns listade i Catalogue of Life.